# Philopapposmonumentet
Philopapposmonumentet är ett monument i Grekland. Det ligger i huvudstaden Aten. 